# Sleaford Mods
Sleaford Mods – brytyjski duet muzyczny. Ze względu na lewicowy i kontestacyjny kontekst kulturowy, muzyka Sleaford Mods jest uważana za kontynuację tradycji punka. Jednocześnie twórca tekstów, Jason Williamson, dystansuje się od takiego określania. Z jednej strony podkreśla on związki swojej twórczości z proletariatem, z drugiej odcina się od prostego klasyfikowania jako trybuna tej klasy.
Początek zespołu sięga wiosny 2006, kiedy Jason Williamson, w przeszłości muzyk britpopowy, napisał tekst Teacher Faces Porn Charges, do którego Simon Parfrement (Parf) dołączył loop z piosenki Roniego Size'a. Duet początkowo nazywał się „That's Shit, Try Harder”. Nazwa „Sleaford Mods” nawiązuje do subkultury modsów, z którą utożsamia się Williamson, choć związki te są odległe i miasta Sleaford. Co prawda Williamson pochodzi z Grantham, a nie Sleaford, ale uznał, że nazwa „Sleaford Mods” będzie lepiej brzmieć. Zwykle jako datę powstania Sleaford Mods podaje się rok 2007. Po kilku latach Parfrement odszedł z zespołu, wciąż jednak będąc z nim związany, a Williamson na jego miejsce przyjął Andrew Fearna.
Styl muzyczny Sleaford Mods określany jest jako brikolaż. Wczesne nagrania zespołu przypominały hip-hopowy rap, ale zawierały liczne sample muzyki rockowej i punkowej. Komponowana przez Fearna muzyka nie jest tak mocno oparta na samplowaniu, ale składa ją się na nią dość proste melodie i beat. Jest traktowana jako tło dla wokalu, głównie melorecytacji, Williamsona. Na koncertach jest po prostu puszczana z laptopa, przez co jest porównywana do hip-hopu. Williamson twierdzi, że muzyka Sleaford Mods jest nowym rodzajem twórczości, a w jednym z wywiadów określił ją jako elektroniczną, minimalistyczną punk-hopową tyradę dla klasy robotniczej. 
Teksty i muzyka Sleaford Mods są gniewne i wyrażają opór. Są określane jako profaniczne, a zespół jako najbardziej gniewna grupa w Wielkiej Brytanii. Jednocześnie mają elementy humorystyczne. Brytyjski dziennikarz Adam Sherwin stwierdził, że jeżeli ktoś nie został obrażony w tekstach Sleaford Mods, oznacza to, że nie liczy się w życiu publicznym. Teksty Williamsona uderzają w brytyjskich polityków czy muzyków. Są przy tym porównywane do pijackich zaczepek albo aforyzmów Oscara Wilde'a. Zawierają liczne wulgaryzmy. Williamson twierdzi, że teksty te powstają w czasie codziennych rozmów i odzwierciedlają rzeczywistą mowę klasy niższej, co może szokować przedstawicieli klasy średniej. Cechą charakterystyczną wokalu Williamsona jest silnie gwarowa wymowa. Zjawisko uwypuklania regionalnych cech wymowy jest typowe dla brytyjskich wokalistów punkowych jako przejaw kontestacji wobec przeważającej w mainstreamowej muzyce popularnej tendencji do naśladowania wymowy amerykańskiej. W przypadku Williamsona są to cechy wymowy północnoangielskiej (w szerokim ujęciu), a nawet elementy cockneya. Te ostatnie nie są typowe dla jego rodzimego dialektu, ale są z kolei kojarzone z klasycznym punkiem i klasami niższymi. Williamson przyznaje, że jedną z cech, które ceni u Wu-Tang Clan, jednej z grup, które są dla niego inspiracją, jest używanie lokalnego dialektu. Taki nacisk na brzmienie regionalne jest elementem mającym wzmacniać autentyzm wypowiedzi, przy czym ma charakter stylizacji, a mowa codzienna Williamsona (np. w czasie wywiadów) jest praktycznie pozbawiona elementów cockneya, a elementy wymowy północnej występują rzadziej niż w czasie jego występów scenicznych.

## Dyskografia[1]
- 2007 – Sleaford Mods
- 2007 – The Mekon
- 2009 – The Originator
- 2011 – S.P.E.C.T.R.E.
- 2012 – Wank
- 2013 – Austerity Dogs
- 2013 – On It! (EP)
- 2014 – Divide and Exit
- 2014 – Tiswas (EP)
- 2015 – Key Markets
- 2016 – Live at SO36
- 2016 – T.C.R. (EP)
- 2017 – English Tapas
- 2018 – Sleaford Mods (EP)
- 2019 – Eaton Alive
- 2020 - All That Glue
- 2021 - Spare Ribs
- 2023 - UK Grim